# Поранений

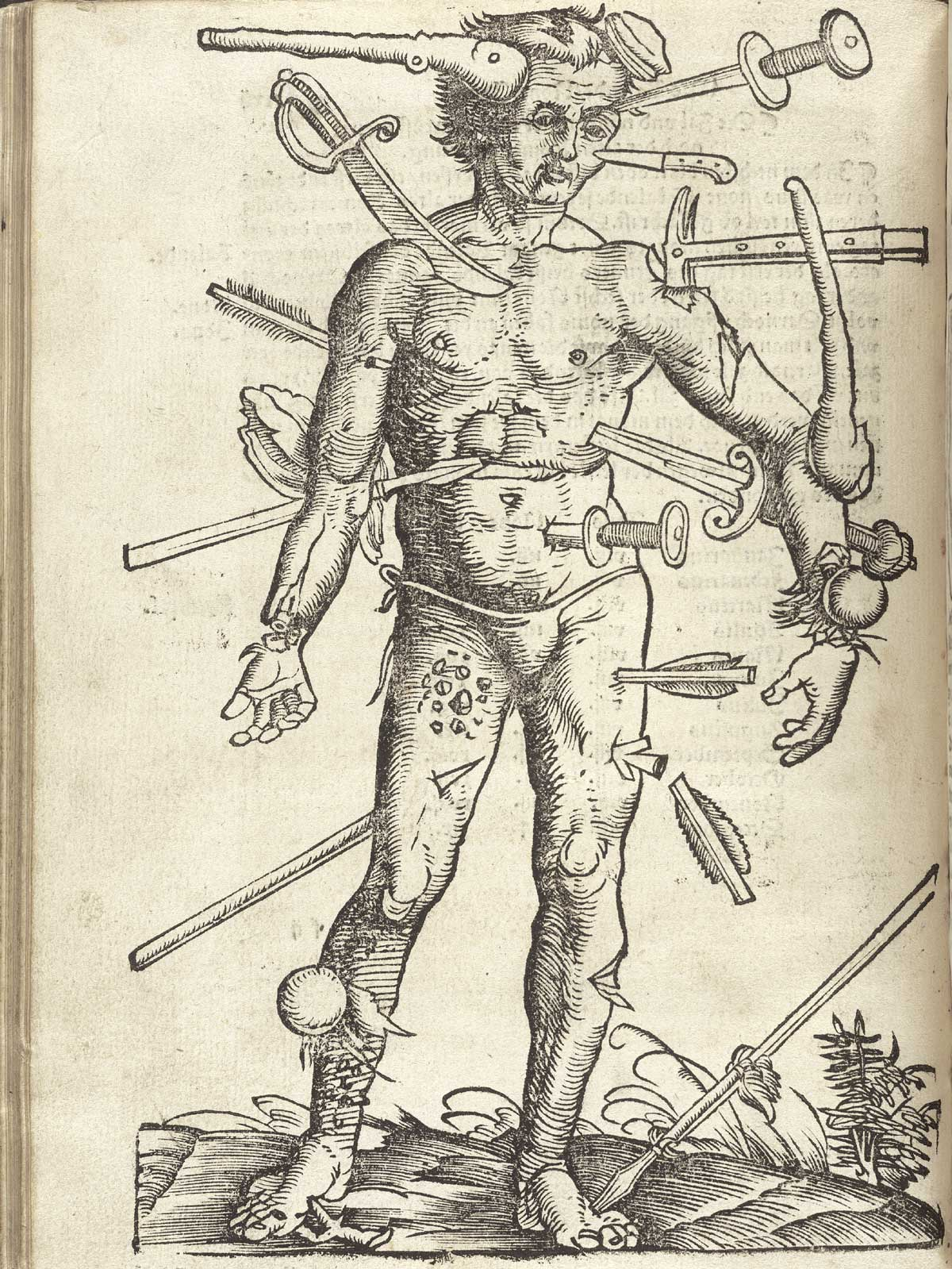
Поранений from Ганса фон Герсдорфа Feldtbuch der Wundartzney (Страсбург, 1519).

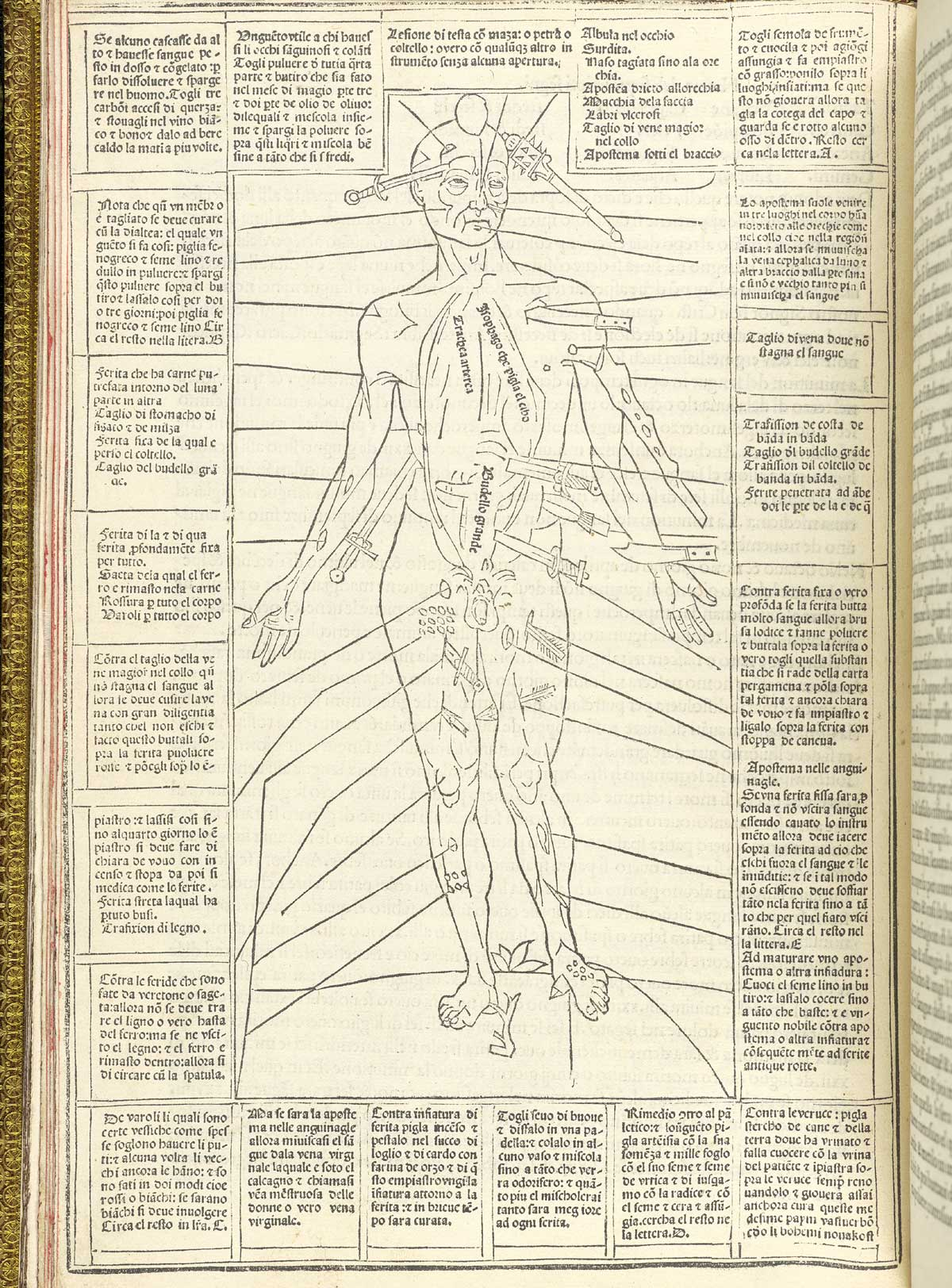
Поранений Fasiculo de Medicina (Венеція, 1495).

Поранений це хірургічна діаграма, яка вперше з'явилася в манускриптах європейської медицини у  XIV-XV ст. Ілюстрація виконувала роль своєрідної таблиці з примітками, щоб показати різні травми та хвороби, методи лікування яких можна було знайти на наступних сторінках. Вперше зображення з’явилося в друкованій книзі в 1491 році, коли воно було включено до Венеціанської Fasciculus medicinae, ймовірно, першої в Європі друкованої медичної публікації. Потім воно широко поширювалось в друкованих книжках аж до XVII століття. З того часу, "Поранений" став впізнаваною фігурою в поп-культурі.

## Опис
"Поранений" зображує різні види травм, які людина може отримати внаслідок воєнних дій, аварій або захворювань: порізи та синці від численних видів зброї, висипання та гнійники, подряпини від колючок та укуси отруйних тварин. Малюнок також включає в себе деякі анатомічні обриси кількох органів у "прозорому" животі.

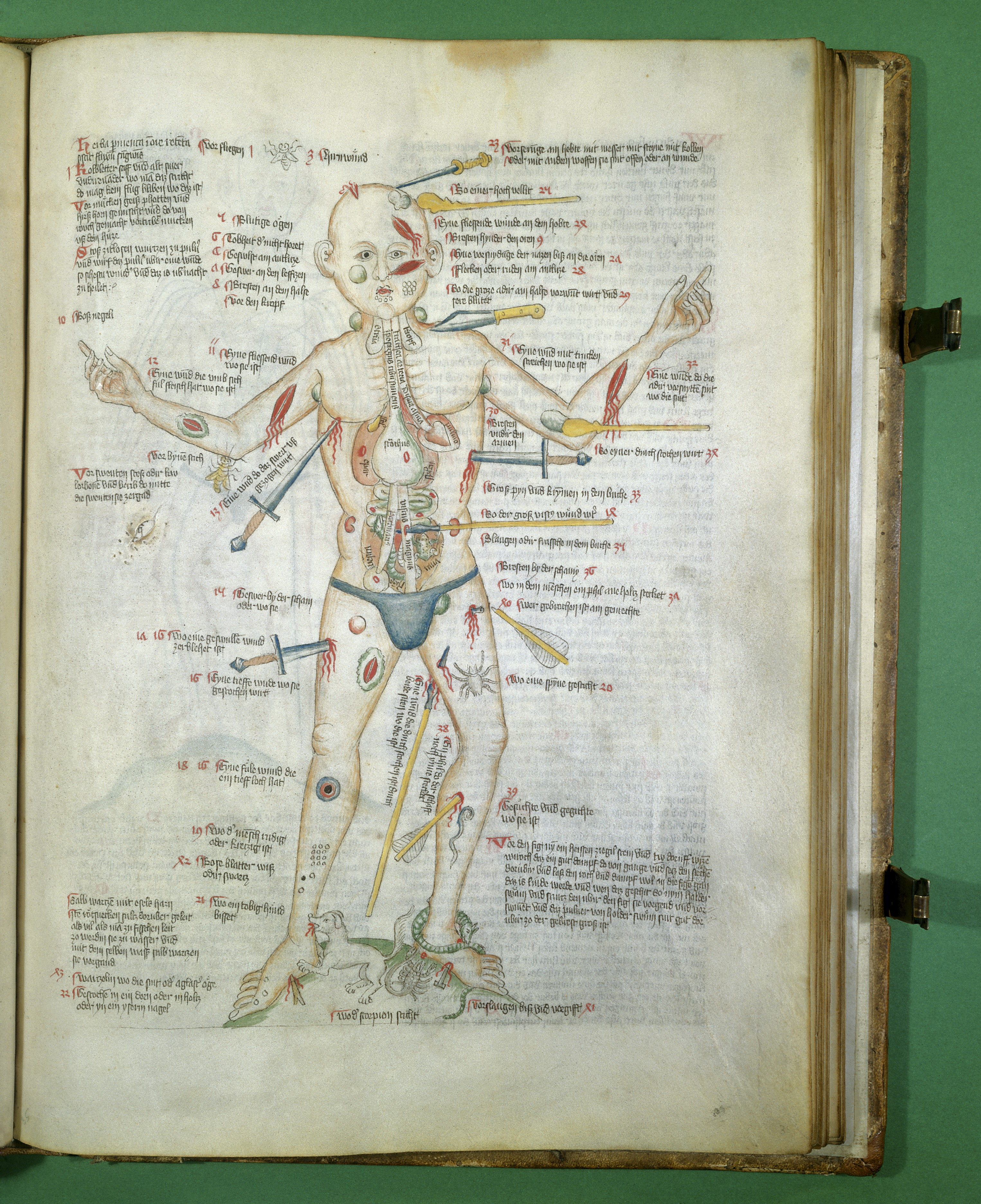
Поранений з рукопису, зробленого в Німеччині, ймовірно, близько 1420 року (Лондон, бібліотека Wellcome MS 49)

У попередніх версіях рукописів, образ пораненого оточений числами та фразами, що вказують на те, де у супутніх текстах можна знайти спосіб зцілення від певного поранення/хвороби. Наприклад, в німецькому варіанті "Пораненого", що наразі знаходиться в бібліотеці Wellcome (MS 49) в Лондоні, павук, що повзе вгору по стегну чоловіка, підписаний як 'Wo eine spynne gesticht, 20' ("У разі, якщо кусає павук, 20"]. Це слугує орієнтиром для читача, тобто на місці 20 пункту ви зможете знайти відповідне лікування. Подібним чином, написане вздовж великого списа, що пронизує лівий бік людини і проникає в живіт 'So der gross viscus wund wirt, 14' (Якщо пошкоджена товста кишка, 14. Звертаючись до 14 пункту, читач знаходить наступне: 
14. Пункт: Якщо groze darm [товста кишка], magen [шлунок] або gederme [шлунково-кишковий тракт] пошкоджені, ви можете зцілити їх таким чином: зшийте їх тонкою ниткою і посипте rot puluer красною пудрою. Ця сама пудра підійде для всіх ран, це найкраще, що ви можете зробити. Візьміть 9 порцій найчервонішого swartz win [чорного вина], одну порцію гематиту, одну порцію мускатника та ладану, 3 порції гуміарабіку, одну порціюsanguinem draconis [драконової крові або ж смоли сокотрійського драконового дерева]] та mumieмумійо. Потовчіть це все разом до стану порошка і зберігайте за необхідності.
Однак, незважаючи на всі травми, Пораненого все ще зображують на двох ногах та живим. Це підтверджує той факт, що ця ілюстрація не має наміру залякати читача. Натомість вона пояснює та звеличує доступні методи лікування, зазначені в подальших текстах.

## Згадки в поп-культурі
На Пораненого багато посилаються в масовій культурі: 
Постійні згадки Пораненого в хірургічних наукових працях протягом понад 300 років говорить про здатність цього образу миттєво ввести читача в моторошний, але глибокодумний простір хірурга-професіонала. Проте це також говорить про здатність Пораненого привернути увагу будь-якого читача, який натрапив на нього. Як показує його нещодавня поява в серіалі "Ганнібал" на каналі NBC, нездорова зацікавленість, яку він викликає, залишається актуальним для глядачів і сьогодні.
В романі "Червоний Дракон" (1980), Томаса Гарріса, зазначено, що Вілл Ґрем інстинктивно зрозумів, що Ганнібал Лектер серійний вбивця саме завдяки цій діаграмі. Лектер облаштував місце злочину і тіло жертви на манер цієї ілюстрації. Подальше посилання на діаграму робить вже Клариса Старлінґ в наступному романі "Ганнібал". Наостанок, в серіалі "Ганнібал" від NBC Поранений з'являється в 1 сезоні, 6 епізоді, і також візуальним образом у 2 сезоні, 7 епізоді.

## Супутня література
- Jack Hartnell, "Wording the Wound Man", British Art Studies (6), 2017: http://britishartstudies.ac.uk/issues/issue-index/issue-6/wound-man
- Cahill, Patricia A. Wound-man Walking: Visceral History and Traumatized Bodies in A Larum for London Unto the Breach: Martial Formations, Historical Trauma, and the Early Modern Stage